# Calcio storico fiorentino
Calcio storico fiorentino (v překladu „historický florentinský fotbal“, v češtině také florentský fotbal) je raná forma kopané, která připomíná ragby, a vznikla během středověku v Itálii. Pravděpodobně se hrála nejdříve a hlavně na náměstí Piazza Santa Croce ve Florencii. Tam se proslavila pod názvem giuoco del calcio fiorentino, calcio in livrea (fotbal v livreji), calcio in costume (fotbal v kostýmech) jednoduše calcio, což je v moderní italštině název pro fotbal samotný. Tato týmová hra s nafouknutým míčem vznikla pravděpodobně jako obdoba římského sportu harpastum.

## Dějiny

### Vznik
Provozování sportů, které využívají kulatý míč různé velikosti, bylo rozšířené v každé starověké kultuře.
V Řecku hráli hru zvanou sferomachia. Latinský název pro míčovou hru harpastum převzali Římané z řeckého slovesa ἁρπάζω (harpázō) „vytrhnout, chytit, násilím odnést“.
Harpastum se hrálo (pravděpodobně s míčem z hadru nebo kůže a nenafouknutým vzduchem) na písčitém hřišti dvěma týmy o stejném počtu hráčů, kteří se museli řídit velmi přesnými předpisy.
Vzhledem k mužné povaze soutěže, skládající se z bojů zblízka a nepřetržitého vzájemného boje o držení míče, bylo harpastum velmi populární zejména mezi legionáři, kteří tak přispěli k jeho rozšíření v různých oblastech římské říše. Suetonius vypráví například o císaři Augustovi:
„Na konci občanských válek se vzdal vojenského cvičení jízdy na koni a zbraní a zpočátku se věnoval hře s míčem a fotbalu.“ (Suetonius, Životy římských císařů, Augustus, 83.)
Florentinský fotbal je pravděpodobně přímým pokračovatelem této římské hry.
Týmové míčové hry, často dosti násilné, jsou doloženy ve středověku v různých oblastech Evropy. Mimo Itálii se hrála například v Anglii, kde je zaznamenána již v roce 1314 nebo ve Francii, zejména v Normandii a Pikardii.

### Středověk a renesance

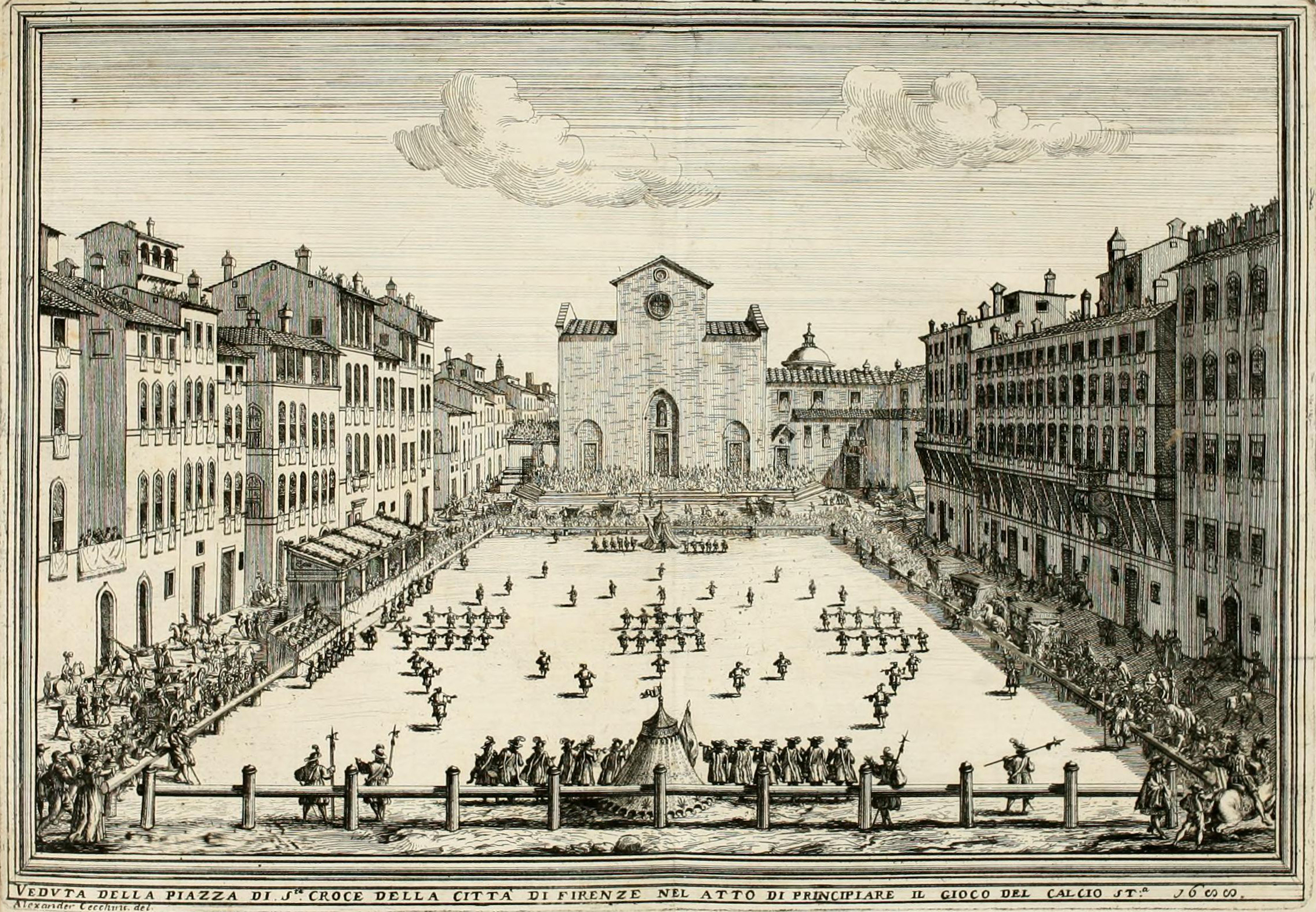
Piazza Santa Croce v roce 1688

Navzdory četným tvrzením o přímém původu fotbalu z herních praktik starověkého Říma jsou první prameny, které o něm hovoří, až z pozdního středověku, z konce patnáctého století. V celém Dantově díle, které pro nekonečnou rozmanitost zpracovávaných témat představuje skutečnou encyklopedii své doby, o něm není ani jediná zmínka.
Jisté však je, že ve druhé polovině patnáctého století byl fotbal mezi mladými Florenťany natolik rozšířený, že jej často provozovali v každé ulici či náměstí ve městě. S postupem času však, zejména pro problémy s veřejným pořádkem, došlo k větší organizovanosti a fotbal se začal provozovat zejména na nejvýznamnějších náměstích města. Hráči, kteří nastupovali na hřiště, byli většinou šlechtici (dokonce i budoucí papežové, např. Klement VII., Lev XI. a Urban VIII.,) ve věku od 18 do 45 let a měli na sobě přepychové livreje té doby, které daly tomuto sportu jeden z názvů.
Zápasy byly obvykle organizovány během karnevalového období, hrávalo se každou noc mezi Epfanií a postní dobou, ale nejen tehdy. V roce 1490 se zápas konal na zamrzlé řece Arno. Nejznámější je zápas odehraný 17. února 1530, který inspiroval novodobou rekonstrukci, kdy byla Florencie v obležení císařskými vojsky Karla V. a k zápasu, který nahradil karneval a měl vyjádřit odhodlanost města k obraně, tak nastoupili nejvýznačnější vojáci a šlechtici. Nakonec se město o půl roku později, 12. srpna 1530 císařským vojskům vzdalo.

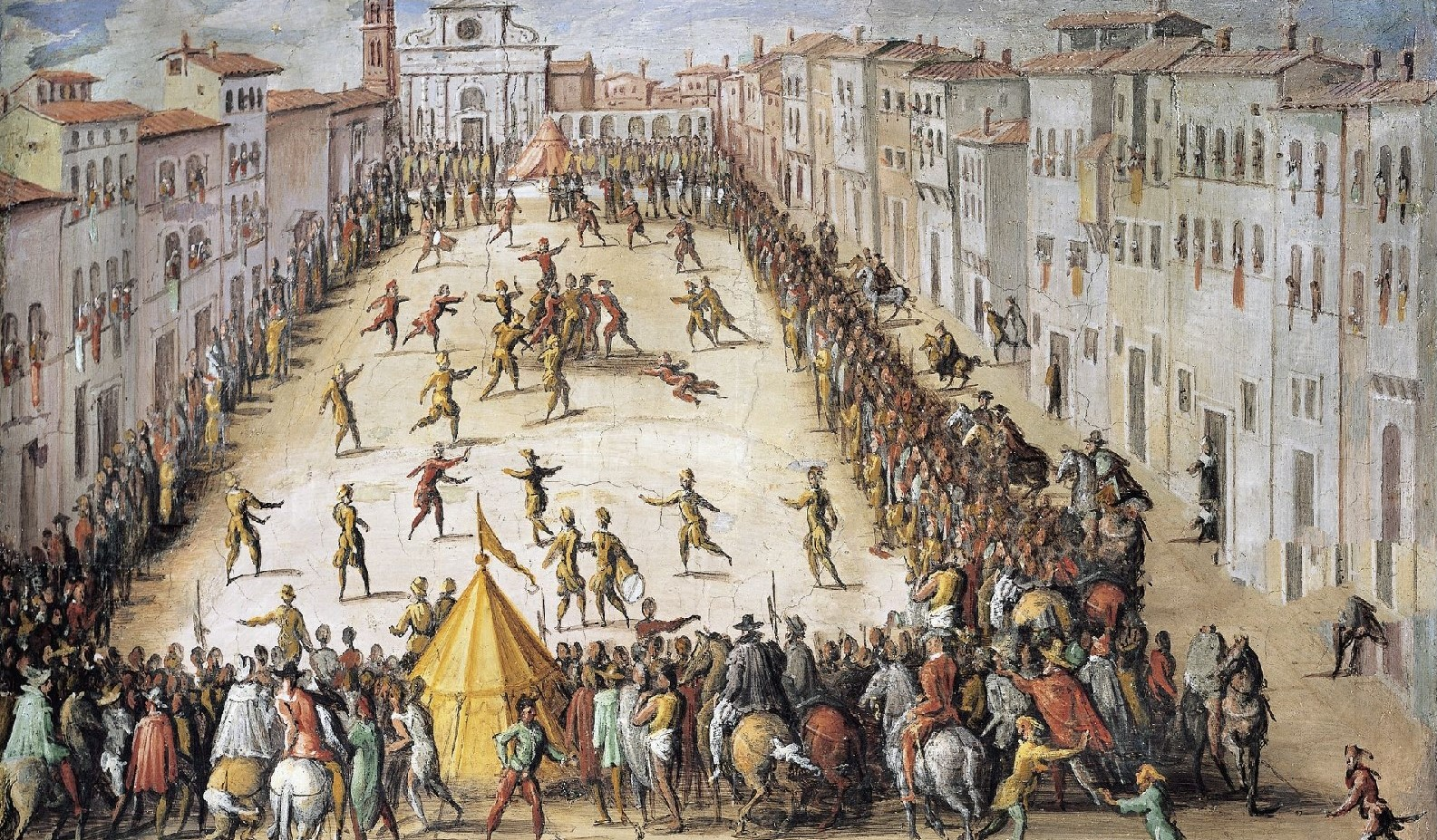
Zápas z roku 1561 (Giovanni Stradano)

V roce 1560 se hrálo v Římě v Diokleciánových lázních u příležitosti jmenování Cosima I. Medicejského velkovévodou.
V roce 1574 se Jindřich III. z Francie zúčastnil hry „boj o most“ při příležitosti jeho návštěvy Benátek. Tradičně je mu připisován výrok: „Příliš zanedbatelný na to, aby to byla skutečná válka, a příliš krutý na to, aby to byla hra.“
Verze pravidel florentinského fotbalu byla poprvé zaznamenána Giovanni de' Bardi na konci 16. století.
Obliba florentinské kopané, která přesunula své sídlo na náměstí Porta al Prato, trvala celé sedmnácté století, ale v následujícím století začala pomalu upadat, což vedlo k jejímu zániku v organizované podobě krátce poté.
Poslední oficiální zápas, o kterém existují zprávy, se hrál v lednu 1739 na náměstí Santa Croce za přítomnosti Marie Terezie, budoucí rakouské císařovny.
S výjimkou dvou pokusů o obnovu hry v letech 1898 a 1902 uplynula téměř dvě století, než se město Florencie dočkalo jejího opravdového vzkříšení.

### Moderní doba
Hra, která odstartovala znovuzrození hry ve 20. století, se hrála v květnu 1930 ke 400. výročí obléhání Florencie z iniciativy fašistického pohlavára Alessandra Pavoliniho, pozdějšího ministra kultury ve vládě Benita Mussoliniho, s nímž byl také zatčen, zastřelen a pověšen. Od tohoto turnaje se florentský fotbal znovu prosadil a v průběhu let se stal nejdůležitější vzpomínkovou událostí ve Florencii. Dnes se na náměstí Piazza Santa Croce ve Florencii ve třetím červnovém týdnu hrají každý rok tři zápasy. Zastoupen je tým z každé čtvrti města:
- Santa Croce / Azzurri (modří)
- Santa Maria Novella / Rossi (červení)
- Santo Spirito / Bianchi (bílí)
- San Giovanni / Verdi (zelení)

Stemma dei Bianchi di Santo Spirito
Stemma degli Azzurri di Santa Croce
Stemma dei Rossi di Santa Maria Novella
Stemma dei Verdi di San Giovanni

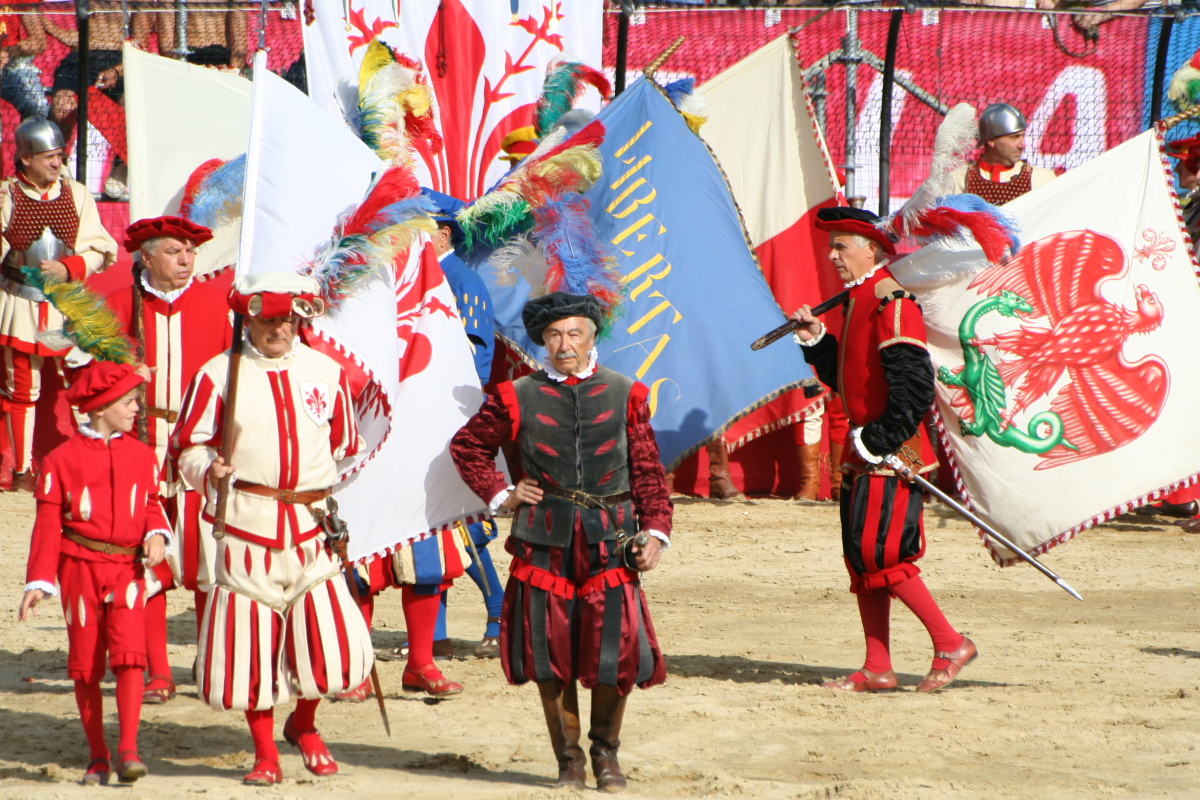
Průvod 2008

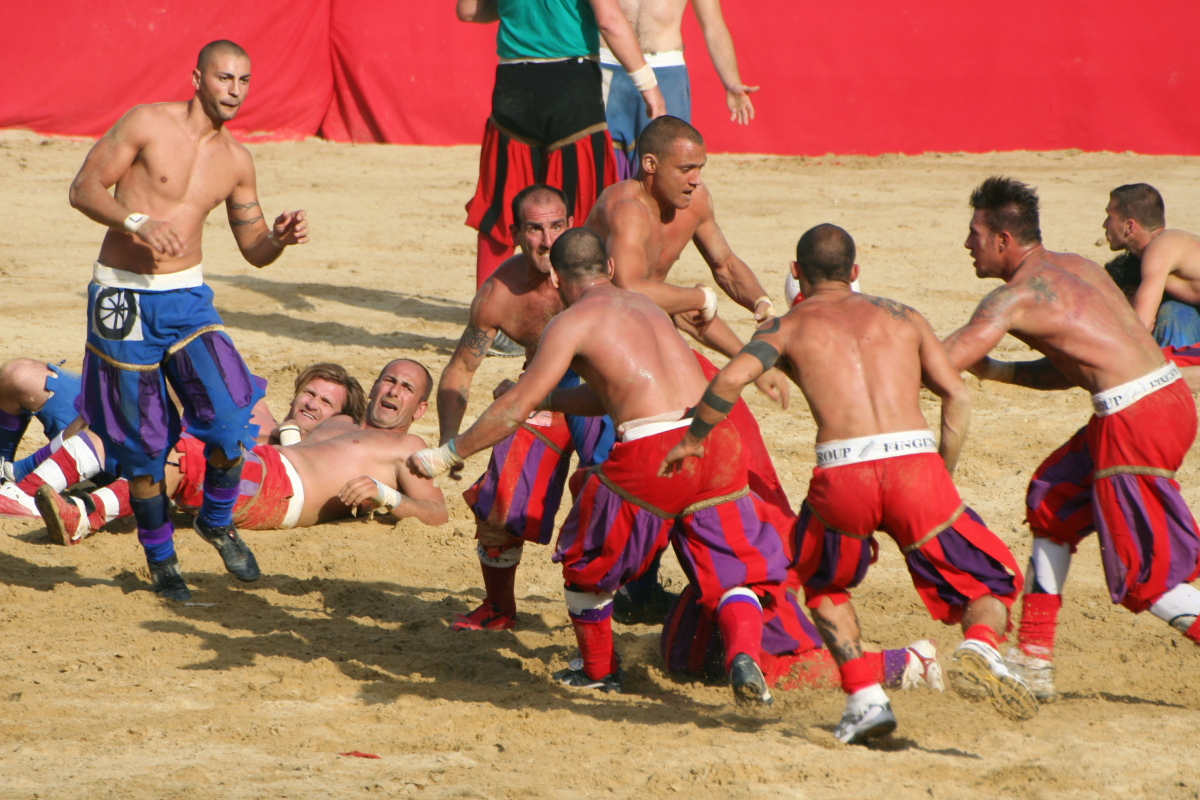
Moderní zápas - modří proti červeným

Poté, co si zahrají ve dvou úvodních hrách, postoupí oba vítězové do každoročního finále 24. června, na svátek sv. Jana Křtitele, patrona Florencie. Tento násilný zápas měl po desetiletí za následek těžká zranění, včetně smrti. Během prvních desetiletí, aby se podpořilo sázení a dosáhl vítěze, na který se dalo sázet, byly chvíle, kdy byli do ringu uvedeni býci v naději, že přinesou zmatek a podnítí vítězství. Moderní verze calcio se příliš nezměnila od svých historických kořenů, které umožňují užití násilí. Kvůli často smrtelným zraněním jsou však v současnosti zakázány údery pěstí a kopance do hlavy. Je také zakázáno, aby více než jeden hráč útočil na soupeře. Jakékoli porušení vede k vyloučení ze hry.
Při některých zvláštních příležitostech se florentinský fotbal hrál i v jiných městech, například 28. srpna 1960, kdy se hrálo v Římě na náměstí Piazza di Siena u příležitosti olympijských her, 12. října 1976, kdy se se hrál zápas v New Yorku v rámci akcí Dne Kryštofa Kolumba, nebo 3. července 1998, kdy se na Place Bellecour v Lyonu konal zápas u příležitosti mistrovství světa.

## Pravidla hry

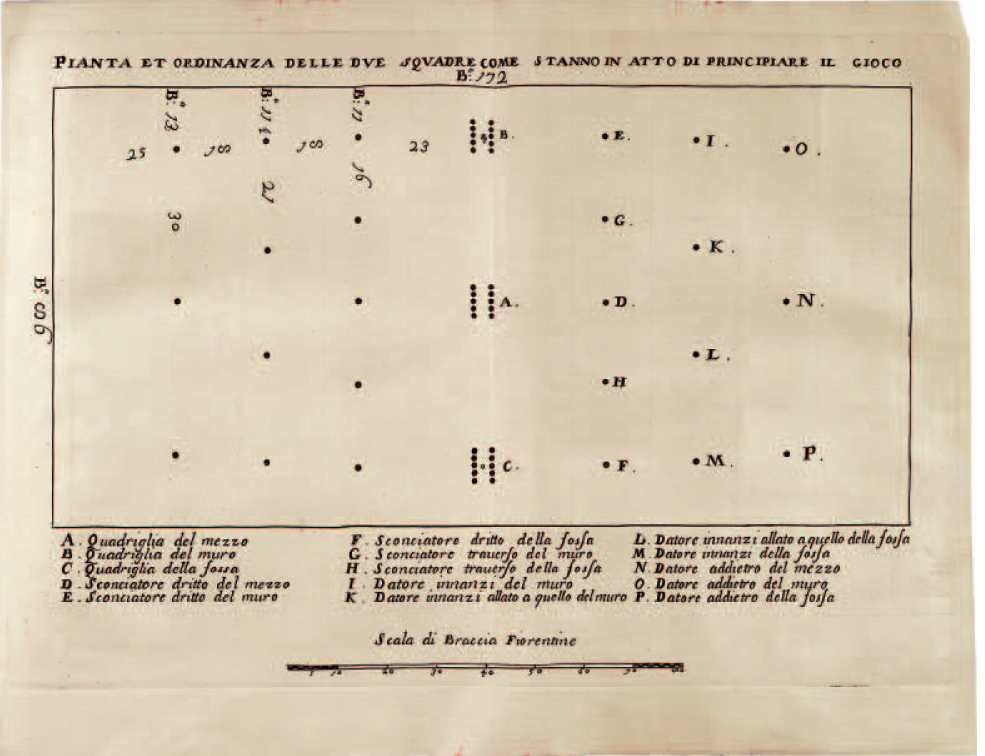
Schéma rozestavení hráčů podle jejich úlohy na hřišti (1688)

Zápasy trvají 50 minut a hrají se na hřišti pokrytém pískem, dvakrát delším než širokém (přibližně 100 na 50 m). Bílá čára rozděluje hřiště na dva identické čtverce a po šířce každého z nich vede branková síť.
Každý tým má 27 hráčů a za zraněné nebo vyloučené hráče není povoleno žádné střídání. Týmy jsou složeny ze čtyř datori indietro (brankáři), tří datori innanzi (obránci), pěti sconciatori (halfbeci), 15 innanzi nebo corridori (útočníci). Stan kapitána je umístěn uprostřed branky. Aktivně se neúčastní hry, ale mohou organizovat své týmy a příležitostně působit jako caccas (rozhodčí), především pro uklidnění svých hráčů nebo zastavení bitek.
Rozhodčí a šest čárových rozhodčích řídí zápas ve spolupráci s rozhodčím, který zůstává mimo hřiště. Rozhodčí, nade vše ostatní, je pánem na hřišti a je odpovědný za to, aby hra probíhala hladce, na hřiště vstupuje pouze proto, aby udržoval disciplínu a obnovoval pořádek, když dojde k soubojům.
Výstřely z malého děla zvaného colubrine oznamují začátek akce. Hra začíná vhozením míče na středovou čáru. 15 útočníků na každé straně spolu začne bojovat v divokém zápase smíšených bojových umění – údery pěstí, kopání a vzájemných zápasů ve snaze unavit obranu protivníků, které však často přechází v totální rvačky. Hráči se poté snaží všemi potřebnými prostředky dostat míč do soupeřovy branky, nazývané také caccia. Týmy mění strany s každou caccia nebo vstřeleným gólem. Je důležité střílet s přesností, protože pokaždé, když hráč hodí nebo kopne míč nad síť, je tým soupeře odměněn polovinou caccia. Hra končí po 50 minutách a vyhrává tým, který zaznamenal nejvíce cacce.
Spolu s paliem, vítězný tým původně získal Chianinu, typ čistokrevné krávy. Toto ocenění však bylo časem zredukováno na večeři zdarma pro vítězný tým; hráči nedostávají žádnou jinou odměnu.

## Ohlasy v mediích a v kultuře
První díl dokumentárního seriálu Hry kolem světa (Home Games) společnosti Netflix z roku 2020 je věnována Calcio Storico a dává nahlédnout do zákulisí finálového zápasu červených proti bílým v roce 2019. Kromě historických informací se dokument zaměřuje i na rozhovory s hráči z obou týmů.
Ve filmu Ztraceni ve Florencii z roku 2017 hraje Brett Dalton bývalou univerzitní fotbalovou hvězdu, která cestuje do Itálie a zapojí se do zápasu Calcia Fiorentina.
Ve 4. epizodě televizního seriálu Medicejové - Vládci Florencie se hlavní postavy zapojí do hry Calcio Fiorentino na hlavním náměstí ve Florencii během flashbackové sekvence.
The Mirror and the Light, román Hilary Mantel o Thomasi Cromwellovi, obsahuje popis hry calcio z počátku 16. století, zdůrazňující jeho brutalitu.
Komiksová série Bitch Planet zahrnuje událost s názvem „Duemila“ nebo „Megaton“; v čísle č. 4 je událost popsána: „Megaton je jedním z mnoha moderních potomků Calcia Fiorentina, italského sportu ze 16. století… Týmy mohou mít libovolný počet hráčů, ale jejich celková váha nesmí být větší než 2 000 liber (910 kg)!“

## Galerie

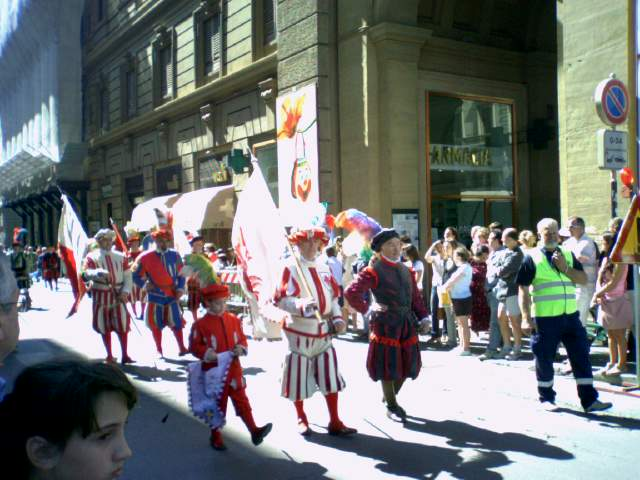
Historický průvod
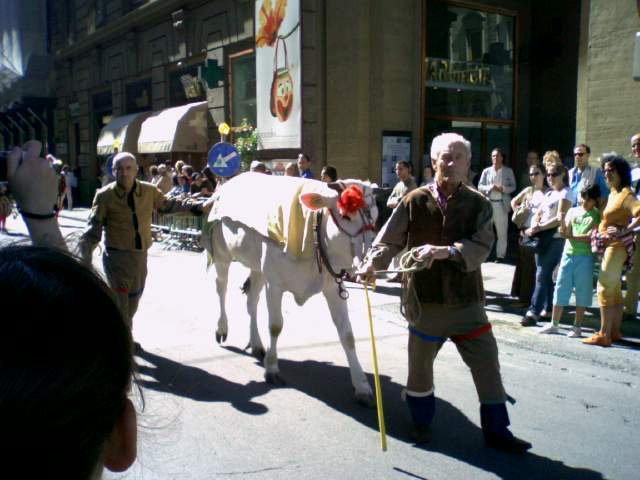
První cena: kráva chianina
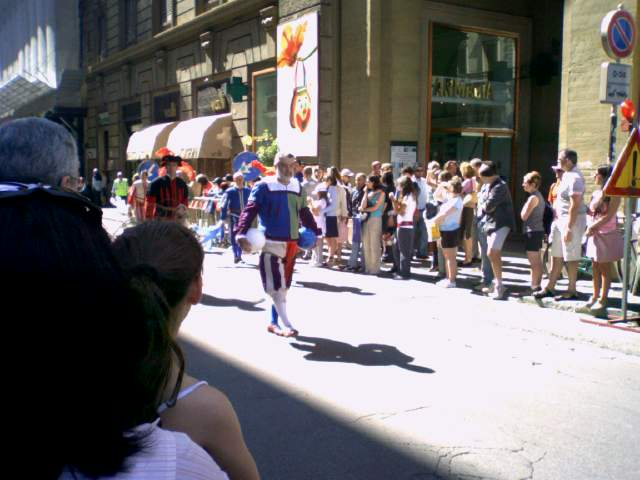
Il Pallaio - míčmistr
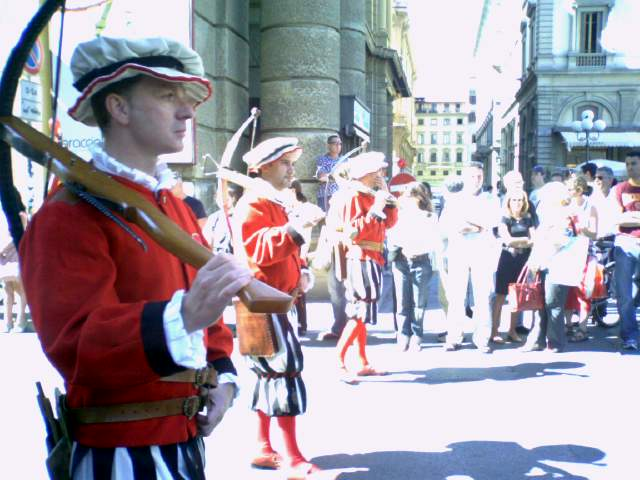
Lukostřelci
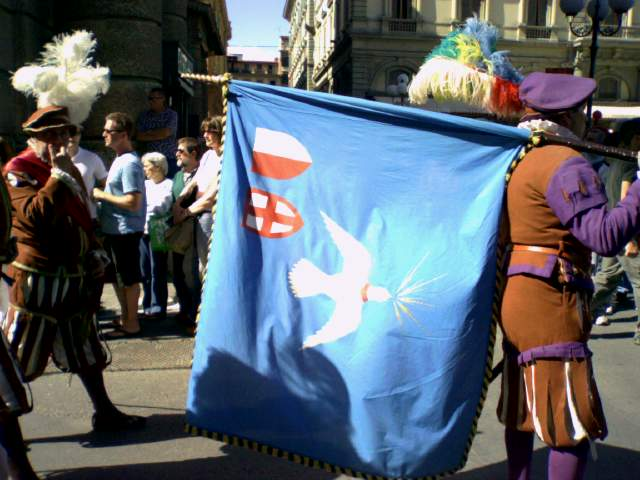
Standarta Santo Spirito (Čtvrť svatého Ducha)
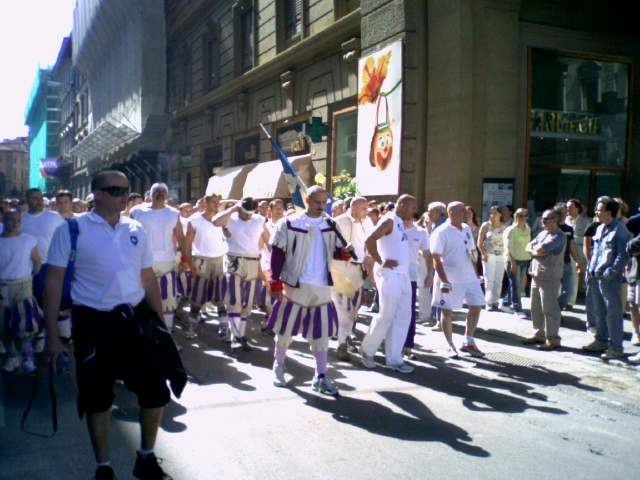
Bílí
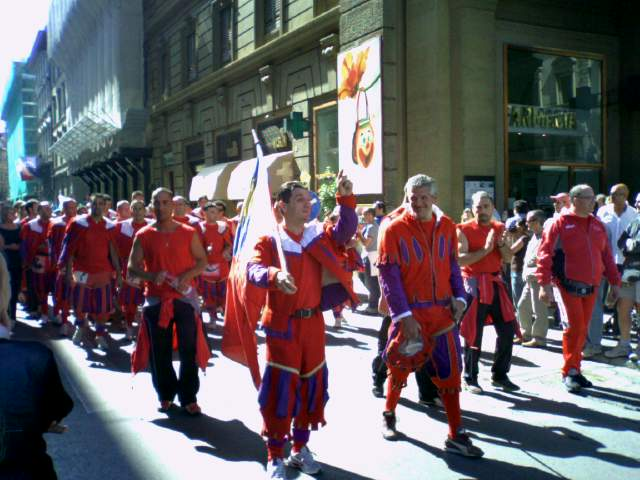
Červení
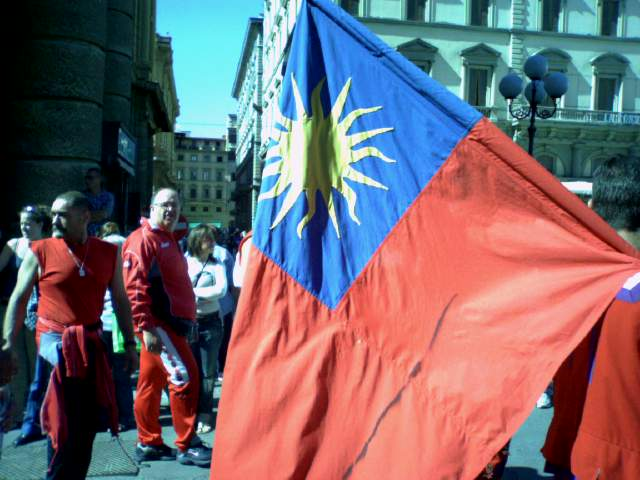
Standarta čtvrti Santa Maria Novella
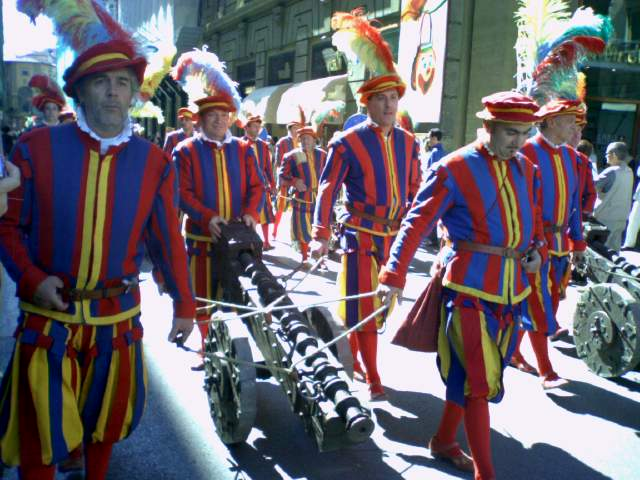
Kanón Colubrina
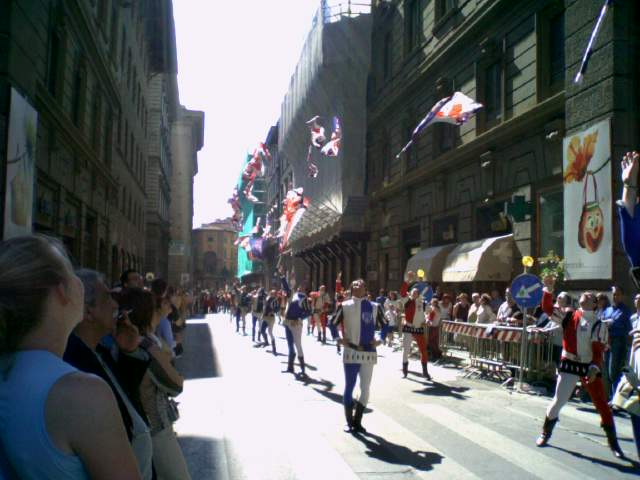
Vlajkonoši Uffizi
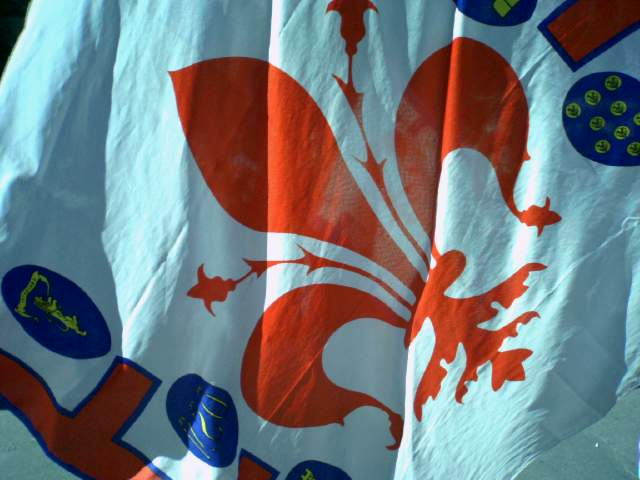
Standarta Florencie
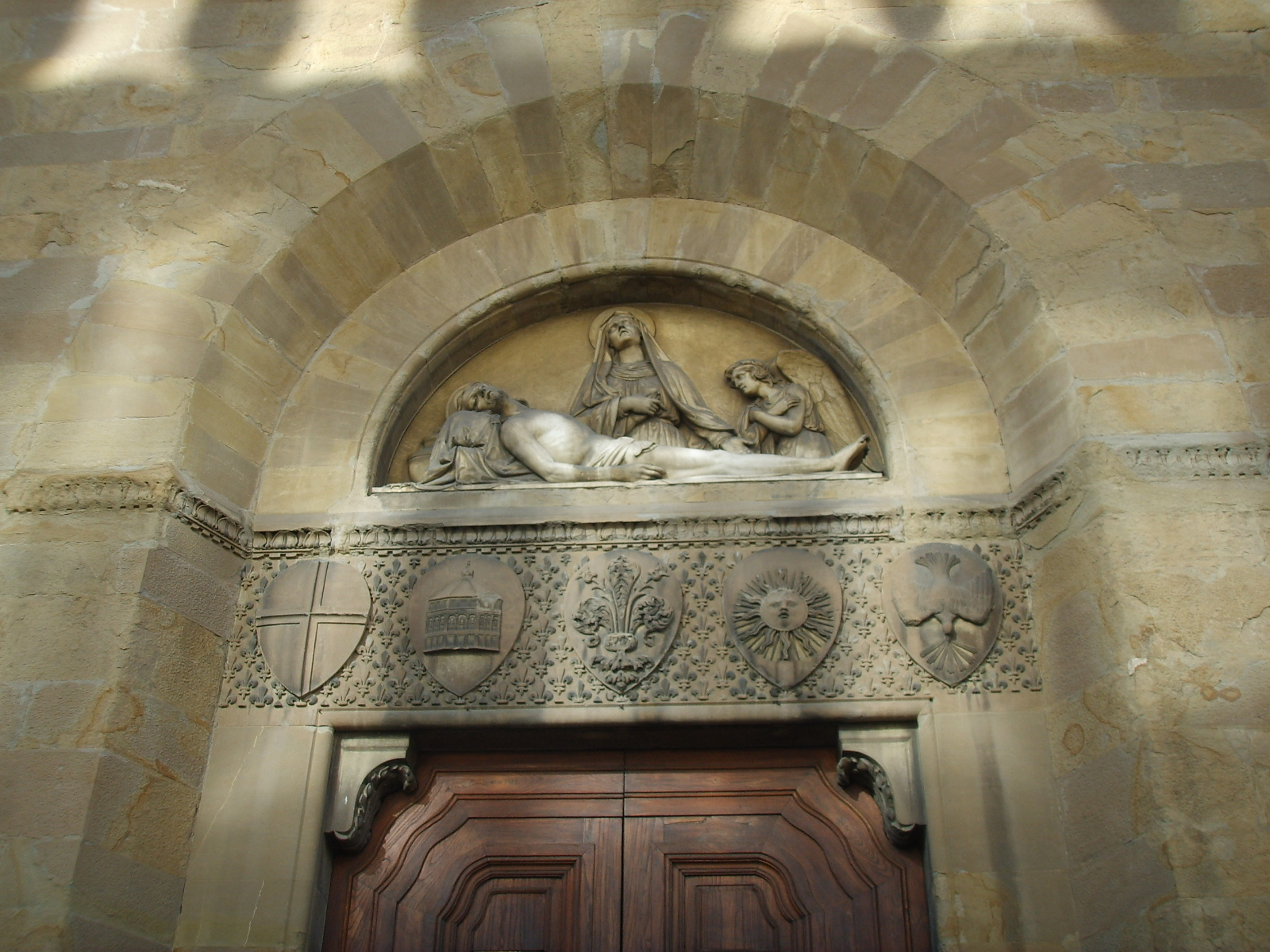
Symboly čtvrtí Florencie na fasádě kostela San Giuseppe (sv. Josefa)
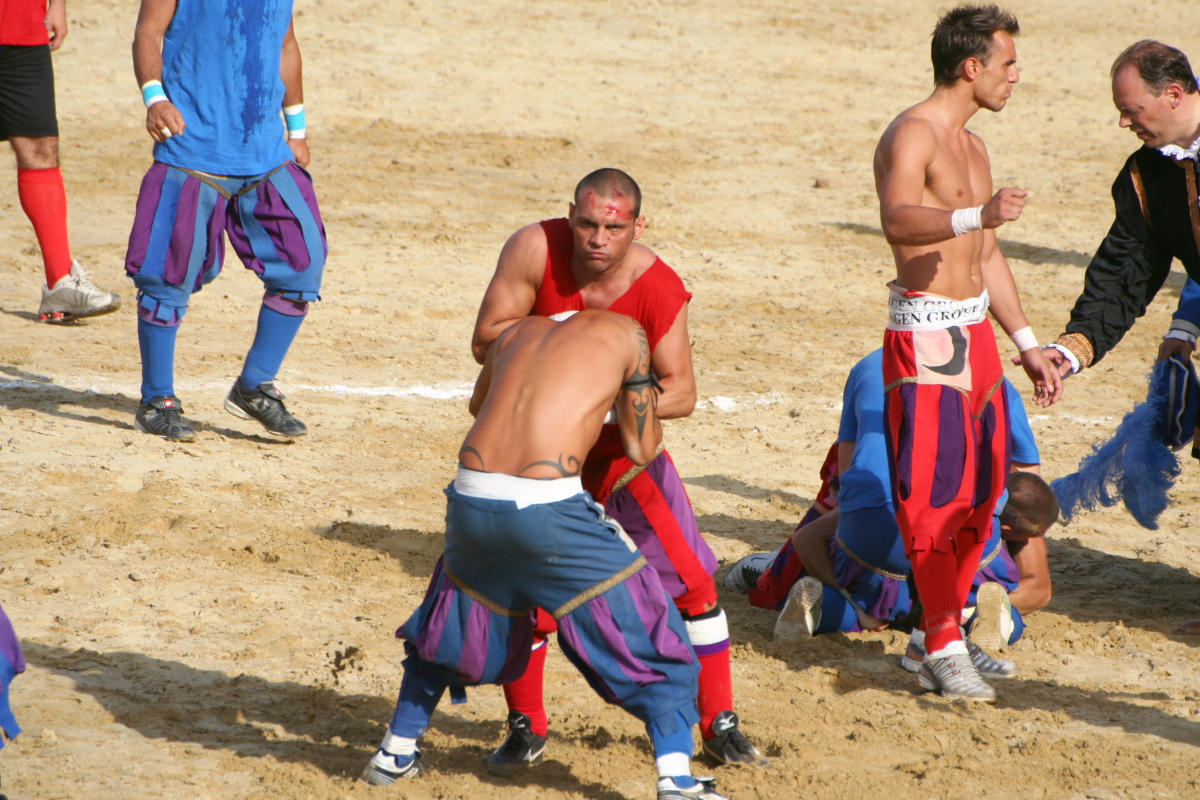
Zápas Azzurri/Rossi (24. června 2008)
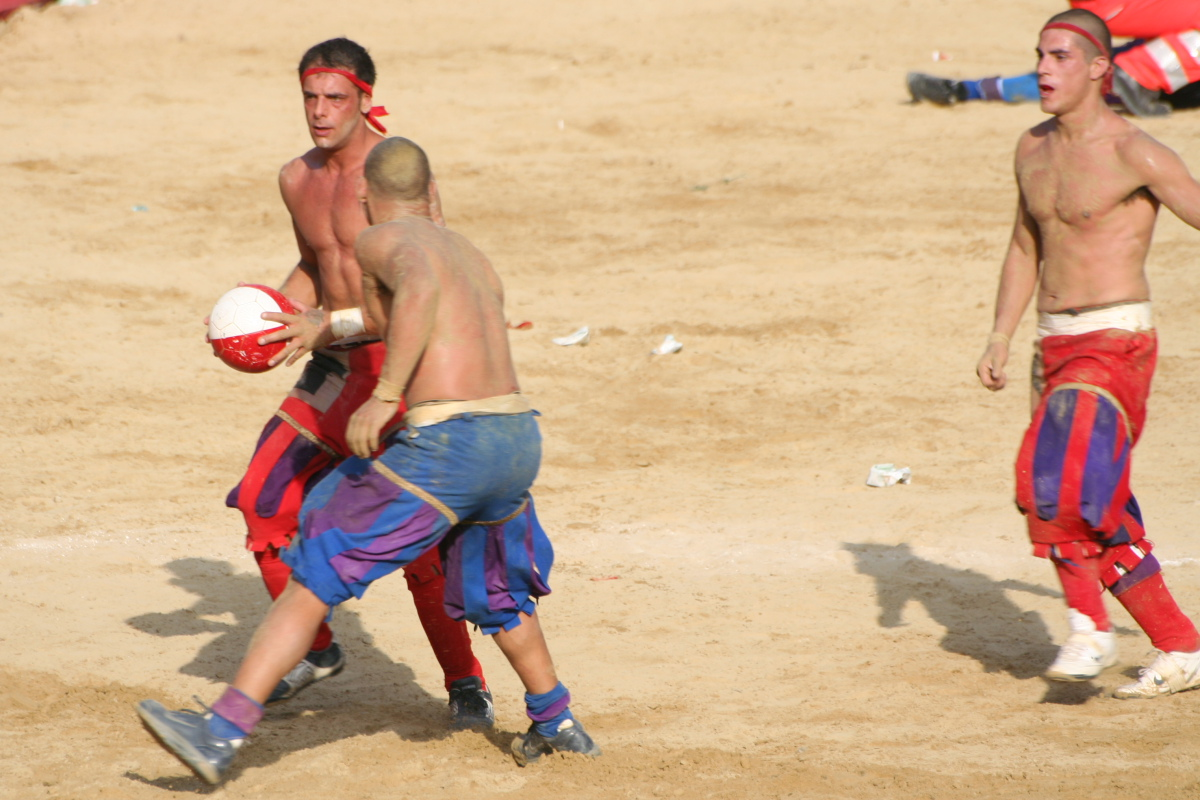
Zápas Azzurri/Rossi (24. června 2008)
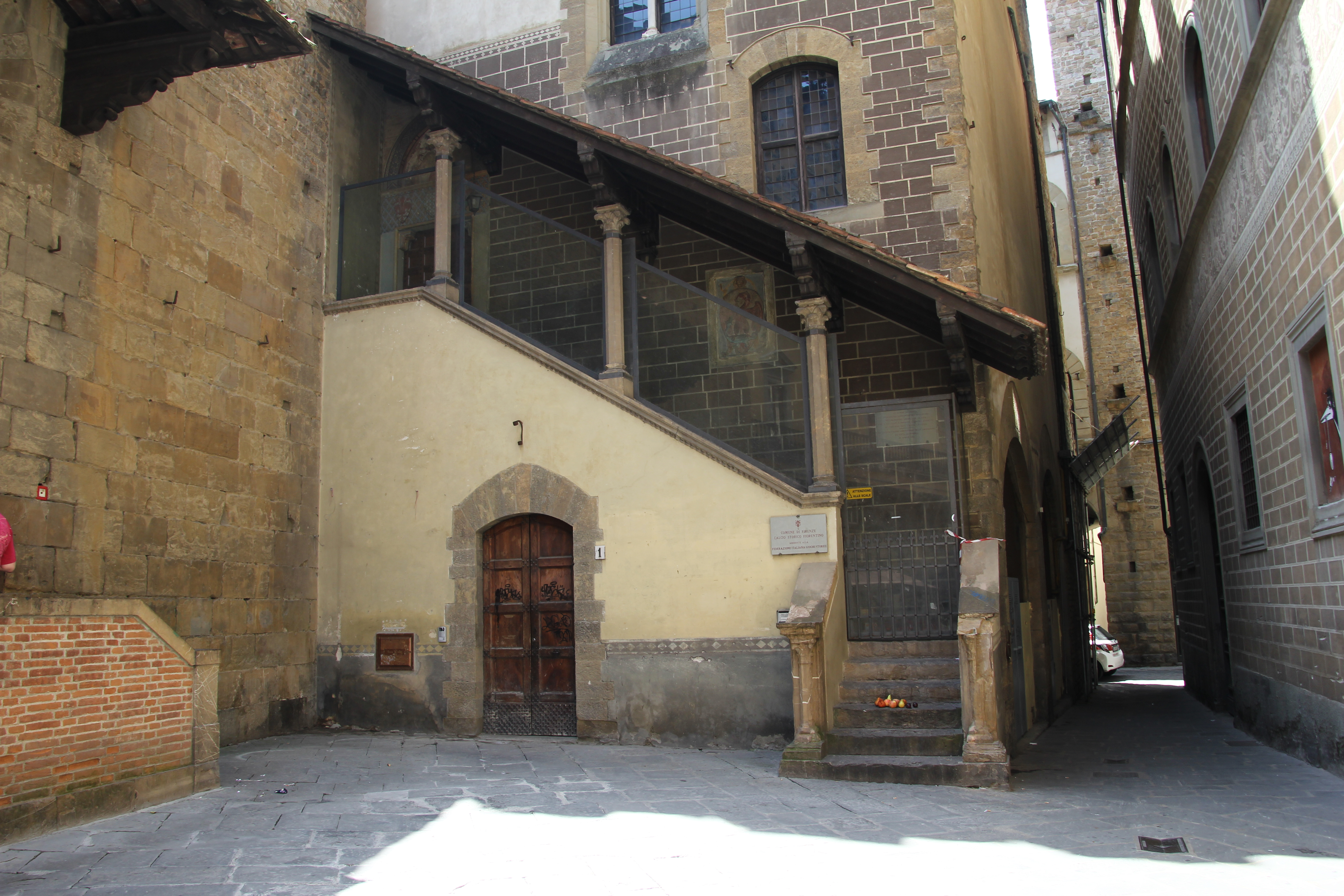
Vstup do Paláce di Parte Guelfa, sídla florentského historického fotbalu
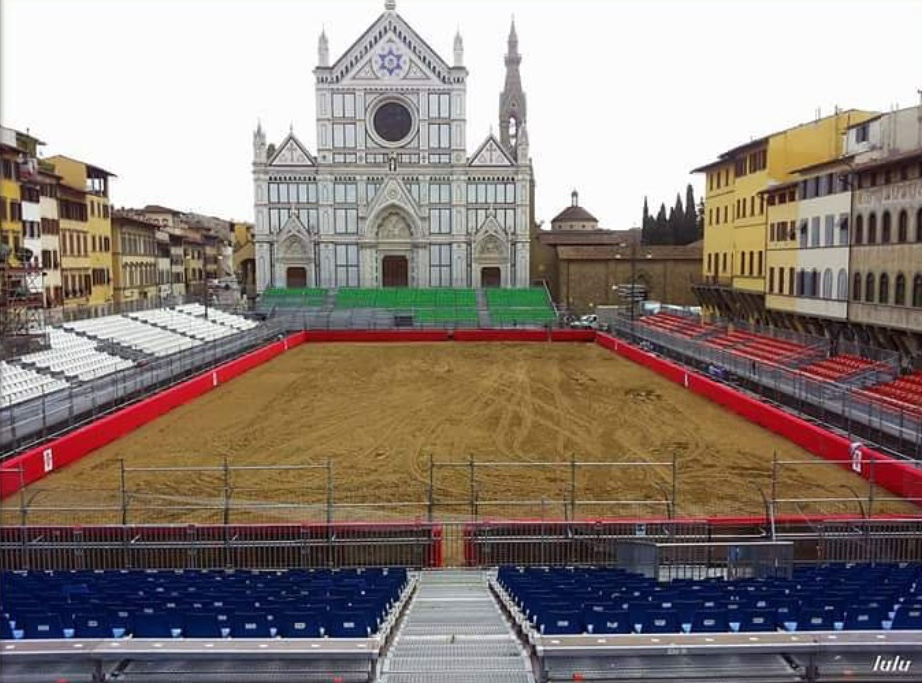
Aréna florentského fotbalového zápasu na náměstí Piazza Santa Croce